# Il femminista
Il femminista è un film muto italiano del 1920 diretto e interpretato da André Deed.